# Diócesis de Andria
La diócesis de Andria (en latín: Dioecesis Andriensis y en italiano: Diocesi di Andria) es una circunscripción eclesiástica de la Iglesia católica en Italia. Se trata de una diócesis latina, sufragánea de la arquidiócesis de Bari-Bitonto. Desde el 29 de enero de 2016 su obispo es Luigi Mansi.

## Territorio y organización

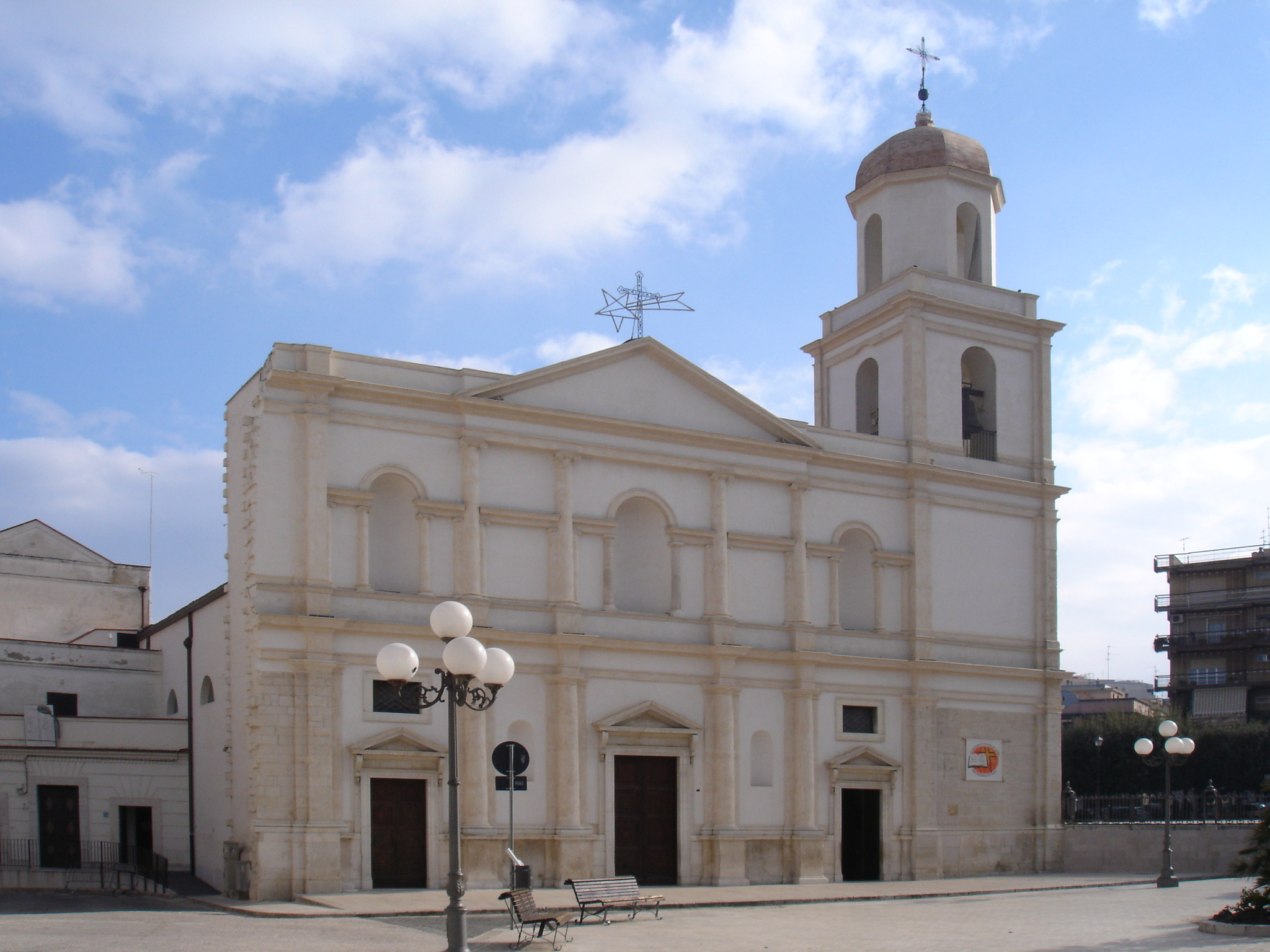
Concatedral basílica de San Sabino, en Canosa di Puglia

La diócesis tiene 799 km² y extiende su jurisdicción sobre los fieles católicos de rito latino residentes en 3 comunas de la provincia de Barletta-Andria-Trani en la región de Apulia: Andria, Canosa di Puglia y Minervino Murge.

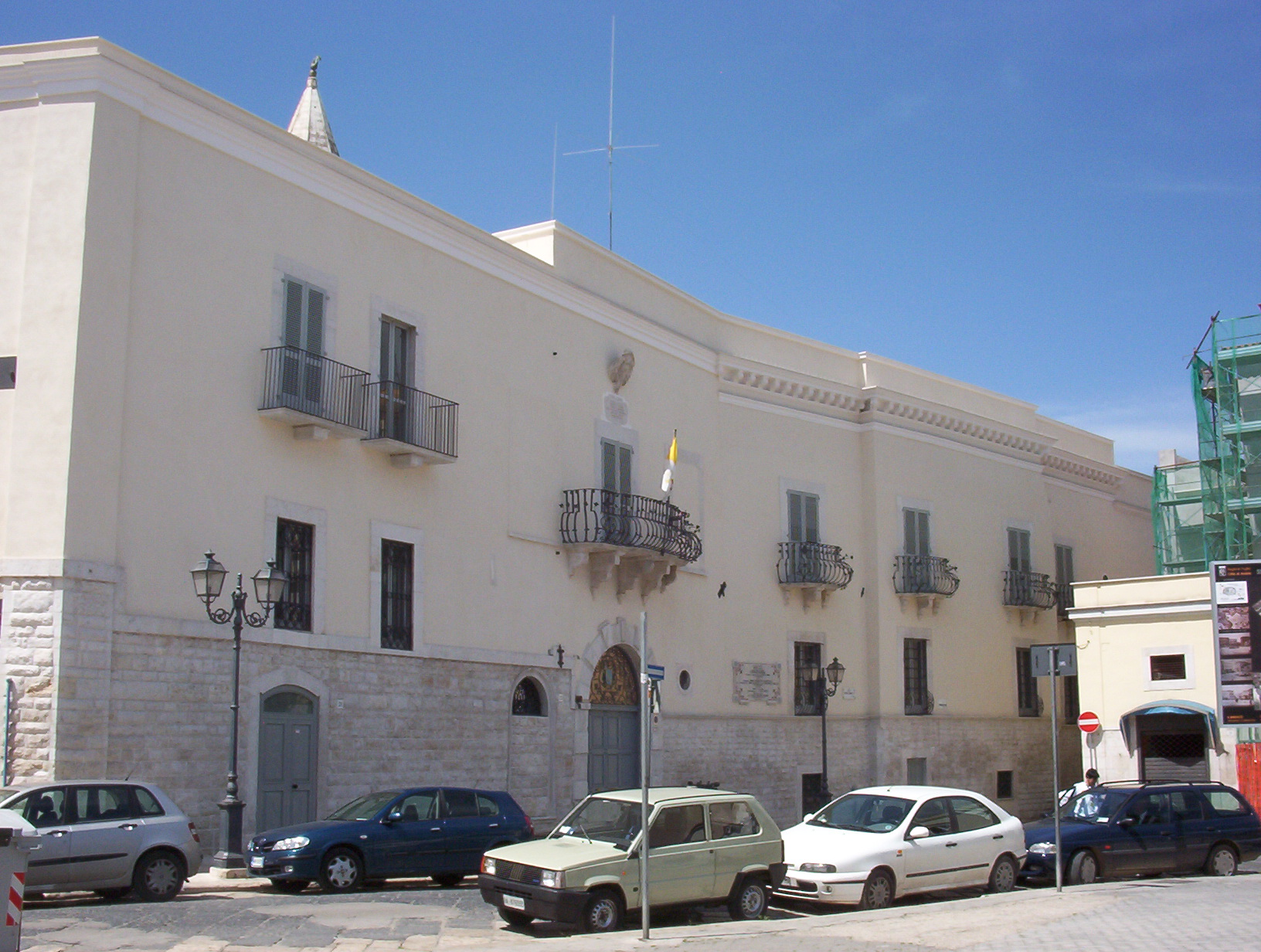
Palacio episcopal en Andria

La sede de la diócesis se encuentra en la ciudad de Andria, en donde se halla la Catedral de la Asunción de Santa María. En Canosa di Puglia se encuentra la Concatedral basílica de San Sabino y en Minervino Murge la excatedral de Santa María Asunta.
En 2022 en la diócesis existían 45 parroquias agrupadas en 5 zonas pastorales, tres de las cuales están en Andria y una en Minervino y Canosa.

## Historia
No hay noticias sobre la temprana difusión del cristianismo en Andria. Según la tradición petrina, común a muchas diócesis de Apulia, la Iglesia fue fundada por el apóstol san Pedro en su viaje de Antioquía a Roma. Las tradiciones locales anticipan la fundación de la diócesis al siglo V, con un presunto obispo, Richardus anglicus, referencia más bien al santo obispo del siglo XII.
«Los primeros testimonios de una presencia cristiana en la zona de Andria se encuentran en referencias documentales que hablan del locus Andre como de un distrito arciprestal con una ecclesia baptismalis con la tarea de administrar los sacramentos y con beneficios como el derecho a los diezmos, bajo la jurisdicción episcopal de Trani, desde el siglo IX-X.» Es cierto que la diócesis no es anterior a 1063; en este año, en una bula del papa Alejandro II al arzobispo Bisanzio de Trani, Andria aparece entre las posesiones del metropolitano de Trani.
El primer obispo documentado de Andria es Leone, cuyo nombre aparece en una escritura de donación al monasterio de Santo Stefano ad rivum maris en 1137; en 1143 intervino en el traslado de las reliquias de san Nicolás Peregrino a Trani. Al año siguiente estuvo entre los firmantes de otra escritura de donación de la iglesia de los Santos Nicandro y Marziano. Después de Leone, la segunda mitad del siglo XII está marcada por el episcopado de san Ricardo. Desde finales de siglo está documentada la sufraganeidad de Andria a la arquidiócesis de Trani. La diócesis incluía sólo la ciudad episcopal y el territorio circundante.
Según la tradición local, Beatriz de Anjou, esposa del duque Bertrando IV del Balzo, llevó a Andria la "Santa Espina" de la corona de Jesús, donada al capítulo y que todavía se venera en la Catedral de Andria. En el siglo XIV la ciudad contó con la presencia de cuatro grandes monasterios: el de los dominicos (presente desde 1398), el de los franciscanos conventuales, el de los franciscanos observantes de Santa María Vetere y el de los Agustinos.
En 1438  con el "descubrimiento" del cuerpo de san Ricardo, se desarrolló la devoción a este santo obispo, que fue al mismo tiempo declarado patrono de la ciudad. De 1452 a 1479 la diócesis estuvo unida in persona episcopi a la diócesis de Montepeloso, actual ciudad de Irsina.
En el siglo XVI el desarrollo urbanístico de la ciudad favoreció la construcción de varios edificios religiosos, entre ellos el monasterio benedictino (1563), destruido en época fascista, el monasterio y basílica benedictina (1576), el santuario de Santa Maria dell'Altomare. Las decisiones del Concilio de Trento tardaron en implementarse en la diócesis; por ejemplo, el seminario episcopal fue establecido recién en 1705 por el obispo Andrea Ariani. «A finales de 1700, las estadísticas informan de la presencia de 140 sacerdotes, 151 monjes y hermanos laicos, 58 monjas y hermanas laicas, para un total de 349 religiosos, sobre aproximadamente 13 mil habitantes».
El 29 de junio de 1818, mediante la bula De utiliori del papa Pío VII, el territorio de la diócesis se amplió incorporando la prelatura nullis de Canosa y la diócesis de Minervino, ambas suprimidas.
El siglo XX vio el episcopado de Giuseppe Di Donna (1940-1952), misionero en Madagascar, cuya causa de beatificación está en curso; «su caridad pastoral y su incansable labor de pacificación social en los difíciles años del conflicto ideológico de la posguerra hacen de él una de las figuras más significativas de la Iglesia diocesana en el siglo XX».
.
En 1976 la comuna de Montemilone, que anteriormente pertenecía a la diócesis de Minervino, fue cedida a la diócesis de Venosa.
El 20 de octubre de 1980, mediante la bula Qui Beatissimo Petro del papa Juan Pablo II, pasó a formar parte de la provincia eclesiástica de la arquidiócesis de Bari (hoy archidiócesis de Bari-Bitonto).

## Estadísticas
Según el Anuario Pontificio 2023 la diócesis tenía a fines de 2022 un total de 143 617 fieles bautizados.
| Año                                                                             | Población            | Población | Población      | Sacerdotes | Sacerdotes    | Sacerdotes    | Bautizados por sacerdote | Diáconos permanentes | Religiosos | Religiosos | Parroquias |
| Año                                                                             | Bautizados católicos | Total     | % de católicos | Total      | Clero secular | Clero regular | Bautizados por sacerdote | Diáconos permanentes | Varones    | Mujeres    | Parroquias |
| ------------------------------------------------------------------------------- | -------------------- | --------- | -------------- | ---------- | ------------- | ------------- | ------------------------ | -------------------- | ---------- | ---------- | ---------- |
| 1905                                                                            | 101 000              | ?         | ?              | 206        | 200           | 6             | ?                        |                      | ?          | ?          | 15         |
| 1958                                                                            | 138 450              | 138 900   | 99.7           | 103        | 83            | 20            | 1344                     |                      | 30         | 204        | 29         |
| 1970                                                                            | ?                    | 127 800   | ?              | 125        | 93            | 32            | ?                        |                      | 38         | 155        | 30         |
| 1980                                                                            | 124 500              | 126 792   | 98.2           | 101        | 71            | 30            | 1232                     |                      | 33         | 165        | 36         |
| 1990                                                                            | 127 000              | 132 045   | 96.2           | 104        | 68            | 36            | 1221                     | 8                    | 39         | 147        | 35         |
| 1999                                                                            | 133 000              | 135 816   | 97.9           | 95         | 67            | 28            | 1400                     | 10                   | 30         | 113        | 36         |
| 2000                                                                            | 133 500              | 136 266   | 98.0           | 87         | 61            | 26            | 1534                     | 10                   | 27         | 116        | 37         |
| 2001                                                                            | 133 800              | 136 768   | 97.8           | 90         | 64            | 26            | 1486                     | 10                   | 29         | 113        | 37         |
| 2002                                                                            | 130 000              | 137 088   | 94.8           | 87         | 65            | 22            | 1494                     | 10                   | 25         | 108        | 37         |
| 2003                                                                            | 131 000              | 137 586   | 95.2           | 91         | 70            | 21            | 1439                     | 10                   | 22         | 110        | 37         |
| 2004                                                                            | 132 000              | 138 740   | 95.1           | 96         | 71            | 25            | 1375                     | 10                   | 26         | 73         | 37         |
| 2006                                                                            | 135 000              | 140 148   | 96.3           | 94         | 73            | 21            | 1436                     | 10                   | 22         | 91         | 39         |
| 2012                                                                            | 138 000              | 141 006   | 97.9           | 100        | 72            | 28            | 1380                     | 7                    | 28         | 82         | 39         |
| 2015                                                                            | 140 000              | 141 229   | 99.1           | 89         | 69            | 20            | 1573                     | 7                    | 21         | 82         | 39         |
| 2018                                                                            | 137 800              | 139 560   | 98.7           | 94         | 67            | 27            | 1465                     | 8                    | 29         | 71         | 39         |
| 2020                                                                            | 137 527              | 139 500   | 98.6           | 93         | 67            | 26            | 1478                     | 7                    | 28         | 69         | 39         |
| 2022                                                                            | 143 617              | 145 041   | 99.0           | 85         | 70            | 15            | 1689                     | 7                    | 16         | 49         | 45         |
| Fuente: Catholic-Hierarchy, que a su vez toma los datos del Anuario Pontificio. |                      |           |                |            |               |               |                          |                      |            |            |            |

## Episcopologio
- Riccardo? † (492-539)[nota 1]
- Gregorio? † (siglo VIII)[nota 2]
- Cristoforo? † (mencionado en 787)[nota 3][nota 4]
- Leone † (antes de 1137-después de 1144)[9]
- San Riccardo II † (antes de 1158-después de 1196)[10]
- Anónimo † (mencionado en diciembre de 1199)[10]
- Anónimo † (?-circa 1210 falleció)[11]
- Anónimo † (13 de abril de 1210-?)[11]
- Anónimo † (mencionado en enero de 1228)[10]
- Matteo † (mencionado en 1243)[10]
- Giovanni I † (antes de 1269-después del 14 de julio de 1274 falleció)[10]
- Placido, O.E.S.A. † (1275-después de 1304)[10][12]
- Giovanni II † (mencionado en 1318)
- Domenico † (1319-después de 1343 falleció)[nota 5]
- Giovanni di Alessandria, O.E.S.A. † (10 de noviembre de 1348-1349 falleció)[13]
- Andrea, O.E.S.A. † (14 de marzo de 1349-1356)[14]
- Giovanni III † (mencionado en 1356)[nota 6]
- Marco † (?-? falleció)
- Lucido di Norcia, O.E.S.A. † (20 de diciembre de 1374-circa 1378 depuesto)[nota 7]
- Francesco † (circa 1380-después de 1385)
- Milillo, O.E.S.A. † (16 de enero de 1392-1400 nombrado obispo de Salpi)[15]
- Francesco de Nigri, O.F.M. † (12 de agosto de 1418-? falleció)[nota 8]
- Giovanni Donadei, O.S.B.Cel. † (14 de noviembre de 1435-1451 falleció)
- Antonello, O.F.M. † (20 de septiembre de 1452-1460 falleció)
- Antonio Giannotti † (1460-1463 falleció)
- Matteo Antonio † (3 de abril de 1463-?)
- Francesco Bertini † (20 de octubre de 1465-18 de septiembre de 1471 nombrado obispo de Capaccio)
- Martino De Soto Mayor, O.Carm. † (18 de octubre de 1471-marzo de 1477 falleció)
- Angelo Florio † (1477-agosto de 1495 falleció)
- Girolamo dei Porcari † (26 de abril de 1495-1503 falleció)
- Antonio de Roccamaro, O.F.M. † (20 de diciembre de 1503-1515 renunció)
- Andrea Pastore † (26 de marzo de 1515-1516 depuesto)
- Simone di Narni † (12 de diciembre de 1516-1517 falleció)
- Niccolò Fieschi † (enero de 1517-13 de noviembre de 1517 renunció)
- Giovanni Francesco Fieschi † (13 de noviembre de 1517-1565 renunció)
- Luca Fieschi † (30 de enero de 1566-28 de marzo de 1582 nombrado obispo de Albenga)
- Luca Antonio Resta † (27 de abril de 1582-5 de octubre de 1597 falleció)
- Vincenzo Bassi † (25 de mayo de 1598-9 de diciembre de 1603 falleció)
- Antonio de Franchis, C.R. † (23 de enero de 1604-1625 falleció)
- Vincenzo Caputo † (3 de marzo de 1625-febrero de 1626 falleció)
- Alessandro Strozzi † (4 de mayo de 1626-8 de marzo de 1632 nombrado obispo de San Miniato)
- Felice Franceschini, O.F.M.Conv. † (26 de abril de 1632-8 de octubre de 1641 falleció)
- Ascanio Cassiano † (16 de diciembre de 1641-1657 falleció)
- Alessandro Egizio † (17 de diciembre de 1657-2 de abril de 1689 falleció)
- Pietro Vecchia, O.S.B. † (6 de marzo de 1690-19 de diciembre de 1691 nombrado obispo de Molfetta)
- Francesco Antonio Triveri, O.F.M.Conv. † (21 de enero de 1692-24 de septiembre de 1696 nombrado obispo de Melfi y Rapolla)
- Andrea Ariani † (14 de enero de 1697-17 de agosto de 1706 falleció)
- Antonio Adinolfi † (6 de diciembre de 1706-13 de julio de 1715 falleció)
  - Sede vacante (1715-1718)
- Giovanni Paolo Torti Rogadei, O.S.B. † (11 de mayo de 1718-9 de diciembre de 1726 nombrado obispo de Avellino y Frigento)
- Cherubino Tommaso Nobilione, O.P. † (9 de diciembre de 1726-17 de mayo de 1743 renunció)
- Domenico Anelli † (20 de mayo de 1743-14 de julio de 1756 falleció)
- Francesco Ferrante † (3 de enero de 1757-6 de junio de 1772 falleció)
- Saverio Palica, O.S.B.Cel. † (8 de marzo de 1773-8 de abril de 1790 falleció)
- Salvatore Maria Lombardi † (27 de febrero de 1792-27 de enero de 1821 falleció)
- Giovanni Battista Bolognese † (19 de abril de 1822-13 de septiembre de 1830 falleció)
- Giuseppe Cosenza † (2 de julio de 1832-30 de septiembre de 1850 nombrado arzobispo de Capua)
- Giovan Giuseppe Longobardi † (18 de marzo de 1852-2 de noviembre de 1870 falleció)
- Federico Maria Galdi † (23 de febrero de 1872-9 de marzo de 1899 falleció)
- Giuseppe Staiti di Brancaleone † (19 de junio de 1899-14 de diciembre de 1916 falleció)
- Eugenio Tosi, O.SS.C.A. † (22 de marzo de 1917-7 de marzo de 1922 nombrado arzobispo de Milán)
- Alessandro Macchi † (11 de diciembre de 1922-30 de junio de 1930 nombrado obispo de Como)
- Ferdinando Bernardi † (11 de abril de 1931-21 de enero de 1935 nombrado arzobispo de Tarento)
- Paolo Rostagno † (5 de mayo de 1935-5 de mayo de 1939 nombrado obispo de Ivrea)
- Giuseppe Di Donna, O.SS.T. † (2 de febrero de 1940-2 de enero de 1952 falleció)
- Luigi Pirelli † (26 de febrero de 1952-8 de enero de 1957 renunció[nota 9])
- Francesco Brustia † (14 de marzo de 1957-29 de marzo de 1969 renunció[nota 10])
- Giuseppe Lanave † (29 de marzo de 1969-19 de noviembre de 1988 retirado)
- Raffaele Calabro † (19 de noviembre de 1988-29 de enero de 2016 retirado)
- Luigi Mansi, desde el 29 de enero de 2016